# ソウルエミッション
有限会社ソウルエミッションは、2004年に設立された日本の音楽制作会社である。

## 所属クリエイター
- 高田 耕至
- 中川 麻衣子
- 九鬼 雅典
- 鈴木 堅斗